# Ansar al-Sunna (Mozambique)
Pour les articles homonymes, voir Ansar al-Sunna.
Ansar al-Sounnah (les Partisans de la tradition prophétique, arabe : أنصار السنة, swahili : Ansar al-Sunna Msumbiji), également nommé Ansar al-Sunnah, al-Shabaab, Ahlu al-Sunna ou Swahili Sunna, est un groupe militant islamiste principalement actif dans la province de Cabo Delgado, au Mozambique.
Le groupe se développe dans la région depuis 2008, et opère militairement contre le gouvernement Mozambicain depuis 2017. Le groupe a prêté allégeance à l'État islamique en 2017, et l'allégeance est acceptée officiellement par Abu Bakr al-Baghdadi en avril 2019.
Autrefois attaché à l'État islamique en Afrique centrale, le groupe obtient le 9 mai 2022 l'obtention d'une wilayat à part entière.

## Évolution
Ansar al-Sunna est né vers 2008 comme une secte en faveur de l'établissement de la charia avant d'adopter une logique insurrectionnelle en 2015. L'organisation a été fondée au Cabo Delgado par des partisans du fondamentaliste religieux kényan Aboud Rogo Mohammed, lié aux attentats de Nairobi et de Dar es-Salam en 1998.
Les premiers membres œuvraient dans la région de Kibiti, dans le sud de la Tanzanie, avant de revenir au Mozambique en 2017. Il est devenu alors de plus en plus violent, menant des attaques contre des cibles gouvernementales et civiles.
Les membres d'Ansar al-Sunna seraient pour la plupart des Mozambicains des districts de Mocímboa da Praia, Palma et Macomia, mais comprennent également des ressortissants étrangers, notamment de Tanzanie et de Somalie.
Les membres du groupe parleraient plusieurs langues, dont le portugais, le mwani et le swahili. Le groupe recrute activement de jeunes Mozambicains qui ont du ressentiment envers le gouvernement en raison du taux de chômage élevé et du manque d'opportunités économiques.
Depuis son allégeance en juillet 2019 à l'État islamique, il renforce l'implantation de cette organisation dans la province d'Afrique centrale avec les Forces démocratiques alliées qui opèrent en République démocratique du Congo. Les combattants se sont emparés de Mocímboa da Praia et de Quissanga en mars 2020.

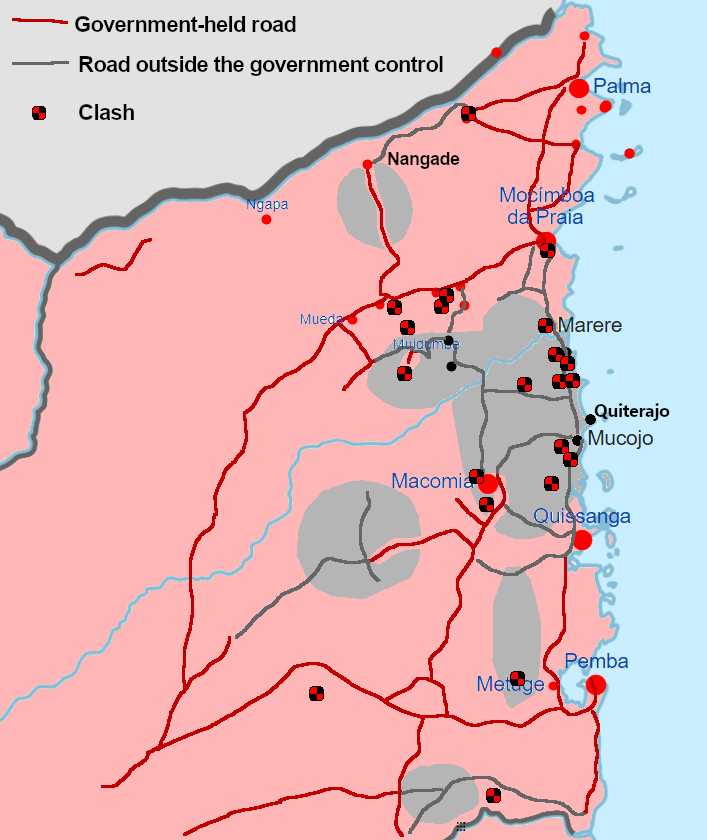
Territoire sous contrôle de l'État islamique après la perte de Mocímboa da Praia

Le 24 mars 2021, Ansar As-Sounnah lance une offensive contre la ville portuaire de Palma. La ville de 75.000 habitants, considérée comme stratégique est prise par le groupe djihadiste au terme de trois jours de combat. La perte de cette ville couplée de l'incapacité du gouvernement Mozambicain à faire face à l'État islamique incite les pays de la région, principalement la Tanzanie, l'Afrique du Sud, le Zimbabwe, le Botswana et le Rwanda au lancement d'une opération conjointe pour défaire l'insurrection terroriste, tandis que des forces américaines et européennes entraîneront l'armée Mozambicaine.
Au terme de plusieurs mois d'intervention, la coalition régionale a réussi à reprendre les villes capturées par Ansar Al-Sounnah, notamment la capitale régionale Mocímboa da Praia qui est restée sous le contrôle des militants de l'État islamique pendant plus d'un an et demi. La coalition, grâce à ses forces militaires écrasantes couplée d'un soutien aérien, ont sécurisé la majorité des axes stratégiques, particulièrement autour du site gazier d'Afungi, financé par le géant français Total,.
Face à cette supériorité numérique et technologique, les djihadistes se sont disséminés en masse dans la population en attendant la baisse de la pression militaire, tandis que d'autres militants ont choisi plutôt de se disperser en petits groupes, menant des embuscades, pillant des villages chrétiens ou des cibles militaires isolées,.
Des observateurs, notamment de l'organisme Crisis Group, ont révélé l'utilisation de plus en plus intensive d'engins explosifs improvisés contre des convois militaires. Il y a peu encore, les militants n'usaient pas de ce genre de méthode, ce qui prouve l'implication croissante de l'État islamique central dans le renforcement de l'insurrection mozambicaine.
Toujours selon Crisis Group, malgré les succès militaire de la coalition, aucun haut chef de l'organisation n'a été arrêté, le chef Abou Yasser Hassan demeure introuvable et continue de diriger le groupe. La province du Cabo Delgado a vu une baisse notable du nombre d'attaques, et les militants ont perdu la majorité de leurs territoires, ce qui a forcé certains djihadistes à migrer vers d'autres provinces pour ouvrir d'autres fronts, notamment dans la province de Niassa, ce qui inquiète fortement les observateurs car le nombre d'attaques ne cesse de croître dans cette province,.
Les opérations militaires depuis le début de l'intervention ont coûté la vie a plus de 200 militants, dont plusieurs chefs de niveau intermédiaire, et des preuves s'accumulent que certains djihadistes, notamment d'origine tanzanienne, face à la pression militaire, ont préféré fuir vers la branche de l'État islamique au Congo, ou vers la Tanzanie.
Le 23 mars 2022, face à l'augmentation du nombre d'attaques djihadistes dans la région, le président mozambicain lance un appel à l'aide à la communauté internationale.
« Nous renouvelons notre appel auprès de la communauté internationale, pour continuer à soutenir les efforts du Mozambique, et les forces de nos amis, le Rwanda et la SADC, dans ce combat, afin de pouvoir éradiquer ce phénomène terroriste qui touche notre pays et concerne toute l'Afrique australe. ».
Selon le Bureau de coordination des affaires humanitaires, au moins huit villages ont été attaqués en février dans la province du Cabo Delgado. Le 18 mars, au moins 7 militaires ont été tués lors d'une attaque de l'État islamique sur l'l'île Matemo (ceb).

### Retrait de la SAMIM
En janvier 2024, trois ans après son intervention, la SADC a déclaré qu’elle retirerait ses forces à la fin de son mandat,le 15 juillet. Le Botswana et le Lesotho ont retirés leurs troupes en avril, tandis que l’Angola et la Namibie ont commencé leurs préparatif en mai.
L'Afrique du Sud, dont les 1 495 soldats forment les deux tiers de la mission, devait se retiré dans les prochaines semaines, mais Pretoria a annoncé le 23 avril qu'elle garderait une force réduite jusqu’à la fin de l’année.
Séparément, le Rwanda a déclaré qu'il prévoyait d’envoyer 2 500 hommes dans le cadre d'un accord bilatéral avec Maputo. Tandis que la Tanzanie veut également garder entre 400 et 500 soldats au Mozambique, principalement pour sécuriser sa frontière.
En dehors des résultats mitigés de la SAMIM, l’une des raisons de la précipitation des pays régionaux à se désengager est le manque de financement de la mission. Selon un rapport de la SADC, le coût annuel de l’opération oscille entre 35 et 45 millions de dollars, l’opération serais déficitaire, malgré les nombreuses aides de l’Union européenne.
Tout cela s'ajoute les défis logistiques auxquels la mission est actuellement confrontée. Malgré les premiers succès opérationnels en 2021-2022, les troupes de la coalition ont dû mal a éradiquer les groupes de militants dispersés dans un environnement favorable à une l’insurrection , le peu de routes dans la région rend les opérations militaires très pénible.
Les forces sud-africaines n'ont par exemple presque pas d'hélicoptères fonctionnels, ce qui les rend incapables de mener des opérations aériennes. Le manque d'équipement et de pièces de rechange a sapé le moral, les troupes préférant se blottir dans leurs casernes plutôt que de traquer les militants.
Il y a également eu des rapports  sur l'indiscipline de certaines troupes, soulevant des préoccupations concernant d'éventuels crimes de guerre, ce qui a incité la SADC à annoncer une enquête interne, toujours sans conclusion à l’heure actuel. D’autres responsables de la SADC ont également exprimée des plaintes concernant le manque de communication entre l’armée mozambicaine et la coalition, ce qui rend le partage du renseignement presque impossible.
Alors que la SADC se retire du Mozambique, une centaine de djihadistes ont pris la capitale du district de Macomia, envahissant la ville par l’ouest, avant de s’en retirer le lendemain,. Autrefois protégée par l’armée sud africaine qui avait une base militaire dans la région, cette attaque fait craindre que le vide sécuritaire dû au retrait de la coalition ne renforce encore plus les djihadistes, déjà en résurgence depuis plusieurs mois dans la région.

## Financement
Le Mozambique est un pays très corrompu, miné par la pauvreté et le chômage, notamment dans l'extrême nord du pays. Très rapidement, le nord côtier est devenu l'un des centres majeures de contrebande, plus particulièrement de l'ivoire, du bois et de pierres précieuses.
Les barons locaux de la contrebande ont incorporé les jeunes militants d'Ansar As-Sounnah dans leurs réseaux et les ont bien payés. Ce qui a permis au groupe d'avoir accès de plus en plus à l'armement nécessaire pour combattre le régime mozambicain.
Le groupe s'est aussi incorporé dans le trafic d'être humain. Le groupe en a profité pour tisser des liens avec des groupes militants de la région, notamment les ADF dans la région des Grands Lacs. Cela a aussi permis aux shababs d'envoyer des jeunes locaux s'entraîner militairement et religieusement dans d'autres pays, pour ensuite revenir au Cabo Delgado. Le groupe a aussi financés la venue de savants rigoristes pour l'endoctrinement et l'apprentissage religieux de leurs membres.